# Raquel Löff
Raquel Löff da Silva, mais conhecida como Raquel Löff (Campinas, 2 de janeiro de 1995), é uma jogadora de voleibol brasileira e atua como central (meio-de-rede).

## Biografia
Raquel começou sua vida no voleibol em 2009, com 14 anos de idade, num projeto do Colégio Apoio de Salvador na Bahia, comandado por José Paranhos, o único treinador nível IV daquele estado, naquela ocasião, também responsável pelas seleções de base da Bahia.
Ao final daquele ano, Raquel já filiada à Federação Baiana de Voleibol, representou o estado no Campeonato Brasileiro de Seleções Estaduais - Segunda Divisão, ocorrido em São Luís do Maranhão.
Num feito marcante, a equipe baiana sagrou-se vice-campeã daquela edição, levando a Bahia pela primeira vez à Divisão de elite do voleibol de base brasileiro.
Filha de uma família de gaúchos de longo histórico com o esporte – o bisavô paterno (Babá) foi jogador de futebol do Grêmio Esportivo Brasil de Pelotas entre os anos de 1917 e 1919, o avô materno (Milton Löff) foi jogador da Seleção Gaúcha de Voleibol na segunda metade década de 1940, o pai jogou futebol pelas categorias de base do Grêmio Football Porto Alegrense e do Sport Lisboa e Benfica, e a mãe, formada em Educação Física –, Raquel cresceu experimentando a prática de diversas modalidades.
Logo após o Brasileiro de Seleções da Primeira Divisão em 2010, no qual jogou representando novamente a Bahia, Raquel recebeu o sei primeiro convite para assumir de vez o Voleibol. Vandeca Tomasoni, que conheceu a “baiana” (como era chamada) durante a competição, convidou-a para fazer parte de seu projeto na cidade de Nova Trento, em Santa Catarina. Já no início do ano seguinte, em 2011, Raquel então com 16 anos recém feitos, trocava a segurança e a tranquilidade da casa dos pais em Salvador pela pequena e pouco conhecida cidade do interior de Santa Catarina.
O projeto de Vandeca Tomasoni em Nova Trento foi berço de muitas jogadoras que estão hoje no cenário do voleibol nacional, como, Rosamaria Montibeller, Karol Tormena e Amabile Koester, dentre outras.
Quando Raquel se juntou ao grupo, todas já tinham tido passagens pelas Seleções de base de Santa Catarina e do Brasil, além de destacado histórico de conquistas nacionais e internacionais pela própria equipe de Nova Trento (Campeã Brasileira e Sul-Americana Estudantil), que inclusive representou o Brasil no Mundial Escolar (15 a 17 anos), em Baotou, na China, no qual conquistaram o terceiro lugar.
Durante os dois anos em que esteve em Nova Trento, Raquel foi formada por dois profissionais: a primeira foi Karina de Souza, a mesma técnica que havia revelado a ponteira Natália Pereira, nas categorias de base da AJOV (Associação Joaçabense de Voleibol em Joaçaba – SC); e na segunda etapa, foi treinada por Jean Dagnoni. Nesse período a equipe conquistou o Campeonato Catarinense Infantil, o JEBs (Jogo Escolares Brasileiros) e foram Vice-Campeãs, tanto da Liga Nacional como dos Jogos Abertos de Santa Catarina.
Raquel teve ainda uma rápida passagem pela equipe da Seleção Brasileira Sub 18, em de maio de 2012, durante a fase preparatória para o Sul-Americano que se realizou em Lima, no Peru, quando foi convocada pelo técnico Luizomar de Moura.
No final de 2012, Raquel recebeu um novo convite para mais um desafio: dessa vez, o mesmo veio de São Caetano, outro celeiro de grandes jogadoras do voleibol brasileiro. O autor do convite foi Caio Duilio Improta, técnico da equipe Infanto. Era tempo de fazer as malas novamente, dessa vez rumo a São Caetano em São Paulo.
Coincidência ou não, foi contra a equipe de Brusque, na qual Raquel jogou emprestada por Nova Trento, que o São Caetano disputou a final da Liga Nacional, o jogo decisivo no qual conquistou o seu regresso à elite do voleibol brasileiro. A equipe do São Caetano levou a melhor por um placar de 3 x 0, num jogo realizado na Arena Multiuso, em Brusque, dia 18 de agosto o 2012. Além da final, Raquel havia também jogado os outros dois jogos pela equipe de Brusque.
Em São Caetano, Raquel conheceu a estrutura de uma equipe de primeira linha do voleibol brasileiro, e sob o comando de Caio Improta a equipe Infanto-Juvenil ficou em terceiro lugar no Campeonato Paulista de 2013, tendo perdido a semifinal para a equipe de Bauru.
No início de 2014, Raquel teve uma surpresa ao retornar de suas férias para retomar suas atividades então como Juvenil: foi chamada por Hairton Cabral para compor o plantel da equipe adulta do São Caetano, no jogo da 4ª rodada do 2º turno da Superliga daquele ano contra a equipe do Rio de Janeiro. O fato se repetiu até o final da competição, mas Raquel, como se diz na gíria do voleibol, apenas fardou, não tendo entrado em quadra em nenhuma oportunidade.
Raquel tornou-se Campeã Paulista no mesmo ano, como Juvenil, sob o comando do técnico Fernando Gomes. Numa final contra a equipe do Pinheiros, ao lado de outras jogadoras dessa nova geração do voleibol brasileiro, tais como, Milka Medeiros e Saraelen Leandro, ambas Campeãs Mundiais Sub 23, naquele ano na edição da competição realizada na Turquia.
Ainda em 2015, Raquel fez parte da Seleção Sub -23, durante fase preparatória ocorrida em Saquarema, entre os meses maio e julho, e acumulou mais três importantes conquistas para seu currículo, dessa vez, pelo Pinheiros. Sob o comando do técnico Paulo de Tarso Milagres, fez parte da equipe que se sagrou Campeã da Copa São Paulo, na categoria adulta, e foi peça chave da equipe Juvenil na conquista invicta do Campeonato Paulista Juvenil, ao lado da central Lays Freitas, da levantadora Bruna Rocha, das ponteiras Lana Conceição e Maira Cipriano, e da líbero Letícia Gomes. No mês de novembro daquele ano, sob o comando do técnico Eduardo Gonçalves da Silva, a mesma equipe Juvenil do Pinheiros foi também Campeã da 15ª Taça Paraná, uma das mais importantes competições de base do Voleibol brasileiro.
No início de 2016, Raquel se transferiu para a equipe de Valinhos, onde disputou o returno da Superliga 2015/2016, quando então de fato estreou no voleibol profissional brasileiro. O jogo de estréia, assim como na primeira vez que participou de uma Superliga pelo São Caetano em 2014, foi contra o Rio de Janeiro. O ponto alto da sua passagem pela equipe de Valinhos foi a vitória sobre a equipe do SESI, por 3 x 2, derrotando duas Bicampeãs Olímpica, as atletas Fabiana Claudino e Jaqueline Carvalho.
Logo apos o término da Superliga por Valinhos, Raquel foi convocada mais uma vez para a Seleção Sub-23, no entanto, não se manteve na equipe que disputou o Sul-Americano da categoria, ocorrido em Lima no Peru.
Na temporada 2016/2017 Raquel transferiu-se para a equipe do Vôlei Bauru. Juntou-se ao plantel de forma tardia vinda da pré temporada pela Seleção Brasileira Sub-23. Apesar de ter acumulado em seu currículo a vitória da Copa São Paulo, teve apenas uma oportunidade de atuar pela equipe em toda a temporada, num jogo pela Copa do Brasil, contra a equipe do Praia Clube.
Na temporada seguinte, já no SESI-SP, atuou como titular em praticamente toda a Superliga 2017/2018. A jovem equipe formada depois do processo de reestruturação ocorrido naquele ano. Seu jogo de estréia foi curiosamente mais uma vez contra a equipe do Rio de Janeiro. Ao longo dessa Superliga ela mereceu destaque nos jogos contra as equipes do Vôlei Bauru, sua ex equipe, do Osasco e de Valinhos.
Na sua quarta Superliga, Raquel atuou pela recém formada equipe do Volei Balneário Camboriu, equipe que disputava pela primeira vez a Superliga A, depois de conquistar o acesso como Vice-Campeã da Superliga B na temporada anterior, quando a equipe ainda atuava pela cidade de Londrina.
Raquel começou a temporada 2019/2020 atuando pela equipe do Osasco, pela qual foi contratada para a disputa do Campeonato Paulista, sagrando-se Vice-Campeã da competição. Em seguida, transferiu-se para o voleibol da Ucrania, indo jogar pelo SC Prometey, uma equipe recém criada. Lá disputou a Copa Ucraniana, na qual ficaram com a terceira colocação, sendo eliminadas da disputa pelo título no jogo da semi-final, em que enfrentaram sua principal adversária, a equipe do Khimik Yuzhny. Na Superliga da Ucrânia , apesar de acabarem a competição em primeiro lugar, não se sagraram campeãs porque a competição foi suspensa devido à pandemia de COVID-19. Na Challenge Cup de Voleibol Feminino foram eliminadas logo na primeira rodada, onde tiveram que enfrentar logo de saída a forte equipe do Dresdner SC, da Alemanha.
Em 2020/2021 Raquel teve uma temporada fabulosa, atuando no voleibol da Eslováquia pelo VK Slávia EU de Bratislava. A mesma sagrou-se campeã da Copa da Eslováquia e campeã da Extraliga Zeny, a principal competição da Liga Eslovaca de Voleibol. Do ponto de vista individual, Raquel foi escolhida a melhor jogadora da Extraliga do mês de outubro, foi eleita MVP do seu time em seis jogos, e ficou entre as cinco melhores jogadoras, em cinco dos oito principais indicadores estatísticos da Extraliga: 4ª em pontos por set (3,53 pontos/set), 3ª em pontos de bloqueio por set (0,85 ponto/set), 4ª maior pontuadora (332 pontos), 5ª maior bloqueadora (80 pontos) e a 2ª melhor jogadora no índice de aproveitamento de ataque (51% de aproveitamento). E na Copa da Eslováquia, a competição mais curta, seu desempenho foi ainda melhor: 1ª em pontos por set (4,83 pontos/set), 1ª em pontos de bloqueio por set (1,83 ponto/set), 1ª maior pontuadora (29 pontos), 5ª maior bloqueadora (11 pontos) e a 5ª melhor jogadora no índice de aproveitamento de ataque (46% de aproveitamento).
O Prostejov Voleibol Clube, em Prostejov, República Tcheca foi a casa de Raquel na temporada 2021/2022. Depois de uma grande decepção com a desclassificação na fase semifinal da Copa Tcheca, a equipe do Prostejov realizou uma campanha extraordinária na segunda fase da Extraliga Zeny, a principal competição do voleibol daquele país, sagrando-se campeã da temporada. Raquel foi destaque da equipe, tendo sido inclusive eleita para a seleção da competição na temporada, o que lhe garantiu antecipadamente a renovação de contrato para a temporada 2022/2023.

## Clubes
| Clube                      | País       | de   | até  |
| -------------------------- | ---------- | ---- | ---- |
| Nova Trento Volei          | Brasil     | 2011 | 2012 |
| São Caetano                | Brasil     | 2013 | 2014 |
| E.C. Pinheiros             | Brasil     | 2015 | 2016 |
| Valinhos                   | Brasil     | 2016 | 2016 |
| Vôlei Bauru                | Brasil     | 2016 | 2017 |
| SESI-SP                    | Brasil     | 2017 | 2018 |
| Balneário Camboriú         | Brasil     | 2018 | 2019 |
| Osasco Voleibol Clube      | Brasil     | 2019 | 2019 |
| SC Prometey                | Ucrânia    | 2019 | 2020 |
| VK Slávia EU Bratislava    | Eslováquia | 2020 | 2021 |
| Volejbalový Klub Prostějov | Tchéquia   | 2021 | 2023 |

## Conquistas
- 2010 — Campeã dos Jogos  Estudantis Brasileiros (JEBS)
- 2010 — Vice Campeã - Liga Nacional (Categoria Adulta - atuando por empréstimo à equipe do Brusque)
- 2013 — Vice Campeã Paulista (Categoria Infanto-Juvenil)
- 2014 — Campeã Paulista (Categoria Juvenil)
- 2015 — Campeã Paulista  invicta (Categoria Juvenil)
- 2015 — Campeã da Taça Paraná (Categoria Juvenil)
- 2015 — Campeã da Copa São Paulo
- 2017 — Campeã da Copa São Paulo
- 2019 — Vice Campeã Paulista
- 2020 — Terceira colocação - Copa da Ucrânia
- 2020 — Primeira colocação - Superliga Ucraniana (competição suspensa)
- 2021 — Campeã da Copa da Eslováquia
- 2021 — Campeã da Extraliga zeny (Principal Competição da Liga Eslovaca de Voleibol)
- 2022 — Campeã da Extraliga zeny (Principal Competição da Liga Tcheca de Voleibol)